# NGC 845
NGC 845 (другие обозначения — UGC 1695, MCG 6-5-104, ZWG 522.135, IRAS02093+3714, PGC 8438) — спиральная галактика (Sb) в созвездии Андромеда.
Этот объект входит в число перечисленных в оригинальной редакции «Нового общего каталога».
Является самой слабой из трёх галактик, образующих маленькую группу (другие две — NGC 834 и NGC 841) и единственной из них, которую не видел Джон Гершель.
Галактика NGC 845 входит в состав группы галактик NGC 841. Помимо NGC 845 в группу также входят NGC 841, NGC 834, UGC 1650, UGC 1673, UGC 1721 и UGC 1771.